# Carlos Vela
Carlos Alberto Vela Garrido (født 1. marts 1989 i Cancún, Mexico) er en tidligere mexicansk fodboldspiller, der spillede som angriber eller kantspiller i Los Angeles FC. Han har ligeledes tidligere repræsenteret blandt andet Arsenal, Osasuna og Real Sociedad.

## Klubkarriere
Vela spillede i sine ungdomsår for den mexicanske storklub Chivas, men flyttede i november 2005 som bare 16-årig til England, hvor han skrev kontrakt med Arsenal F.C. i Premier League. Vela kunne dog på grund af henholdsvis sin unge alder samt sin ikke-europæiske nationalitet ikke opnå arbejdstilladelse i England, og han blev derfor straks udlejet til spansk fodbold.
Vela var i to et halvt år udlejet til tre forskellige spanske klubber, Celta, Salamanca og Osasuna. Specielt i de to sidstnævnte opnåede han meget spilletid, og da han i sommeren 2008 endelig fik sin arbejdstilladelse fra de engelske myndigheder, returnerede han til Arsenal.
Vela blev tildelt trøjenummer 12, og blev fra starten af sæsonen 2008-09 inkluderet i klubbens førsteholdstrup. Han debuterede for holdet den 30. august 2008 i en kamp mod Newcastle United, og under en måned senere slog han for alvor igennem for klubben, da han scorede hattrick i en Carling Cup-kamp mod Sheffield United.
Pr. juli 2011 har han scoret 3 mål i 29 kampe, for Arsenal F.C.

## Landshold
Vela har (pr. april 2018) spillet 63 kampe og scoret 18 mål for Mexicos landshold, som han debuterede for i september 2007 i en kamp mod Brasilien.